# Ormtjärnen (Ljusdals socken, Hälsingland)
Ormtjärnen är en sjö i Ljusdals kommun i Hälsingland och ingår i Delångersåns huvudavrinningsområde.